# Cá giáp mũ
Cá giáp mũ hay cá khiên hình giày (danh pháp khoa học: Galeaspida) là một đơn vị phân loại đã tuyệt chủng, được đặt ở cấp lớp, chứa các dạng cá không hàm đã từng sống tại các vùng nước mặn và nước ngọt. Tên gọi khoa học của lớp có nguồn gốc từ tiếng Latinh galea để chỉ mũ [sắt], ở đây để nói tới tấm khiên bằng chất xương đồ sộ trên đầu của chúng. Galeaspida sinh sống trong các môi trường nước ngọt và mặn nhưng nông trong kỷ Silur và kỷ Devon (430 - 370 Ma) ở khu vực ngày nay là Trung Quốc và Việt Nam. Hình thái của chúng trông rất giống như của cá vảy lạ (Heterostraci), hơn là giống cá giáp xương (Osteostraci), chẳng hạn hiện tại vẫn chưa có chứng cứ nào cho thấy cá giáp mũ có các cặp vây. Tuy nhiên, lớp Galeaspida lại được coi là có quan hệ họ hàng gần gũi với Osteostraci hơn là với Heterostraci do hình thái của hộp sọlà tương tự như của Osteostraci thay vì như của Heterostraci.
Galeaspida có một khe hở lớn trên bề mặt phần lưng của khiên đầu, được nối liền với hầu và hốc mang. Nó có lẽ phục vụ cho cả mục đích làm cơ quan khứu giác cũng như điểm lấy nước chứa không khí hòa tan trong đó vào để thở, tương tự như các mang hầu-mũi của cá mút đá myxin. Cá giáp mũ cũng là động vật có xương sống với số lượng mang lớn nhất, với một số loài trong bộ Polybranchiaspidida (nghĩa đen là "cá giáp nhiều mang") có tới 45 lỗ mang. Cơ thể chúng được che phủ bằng các vảy nhỏ, sắp xếp thành các hàng xiên. Chúng không có các loại vây, ngoại trừ vây đuôi. Miệng và khe hở mang nằm trên mặt bụng của đầu, với phần bề mặt này là dẹt gợi ý rằng chúng là động vật ăn đáy.

## Phân loại
Hiện tại, người ta biết khoảng trên 76 loài trong lớp Galeaspida, phân bố trong ít nhất 53 chi.
Nếu các họ Hanyangaspidae, Xiushuiaspidae, Dayongaspidae, Duyunoleoidae, Lungmenshanaspidae, Tridensaspidae và Nanpanaspidae có thể không được công nhận như là nhóm cá giáp mũ cơ sở thì phần còn lại của Galeaspida có thể chia ra thành 2 nhóm chính: nhóm thứ nhất là bộ Eugaleaspidiformes, bao gồm các chi Meishanaspis và Anjianspis cùng các họ Galeaspidae và Eugaleaspididae, còn nhóm thứ hai là liên bộ Polybranchiaspidida, bao gồm bộ Polybranchiaspidiformes, là đơn vị phân loại có quan hệ chị em với họ Zhaotongaspididae và bộ Huananaspidiformes, và họ Geraspididae, một đơn vị phân loại có quan hệ chị em với [[Polybranchiaspidiformes + Zhaotongaspididae] + Huananaspidiformes].
Một số tác giả hạ Galeaspida xuống cấp phân lớp, và hợp nhất nó với Pituriaspida và Osteostraci để tạo ra lớp Monorhina.

## Thư viện ảnh

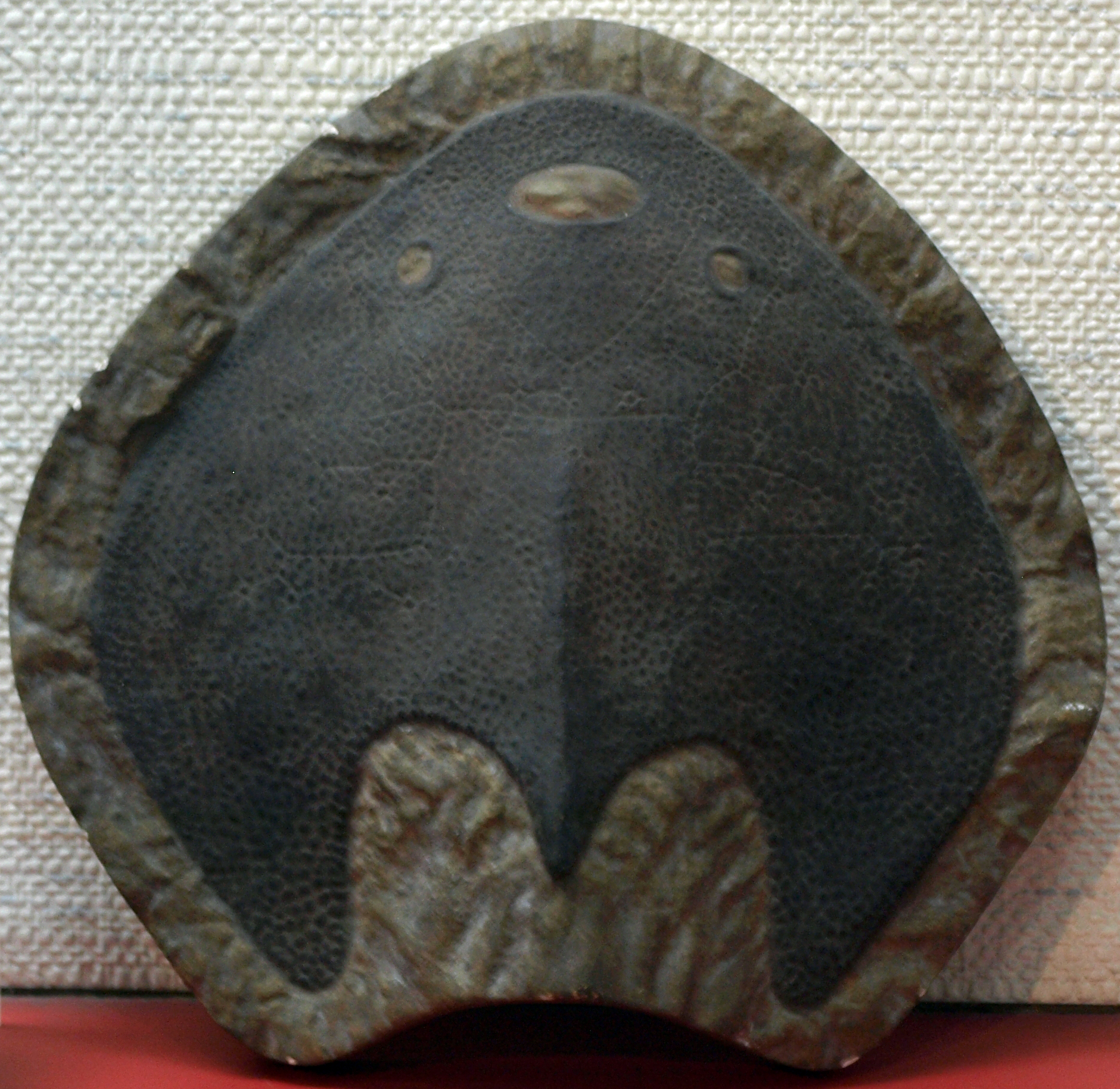
Dấu vết cá giáp rộng Khúc Tĩnh (Laxaspis qujingensis) tại bảo tàng Cổ động vật học Trung Quốc
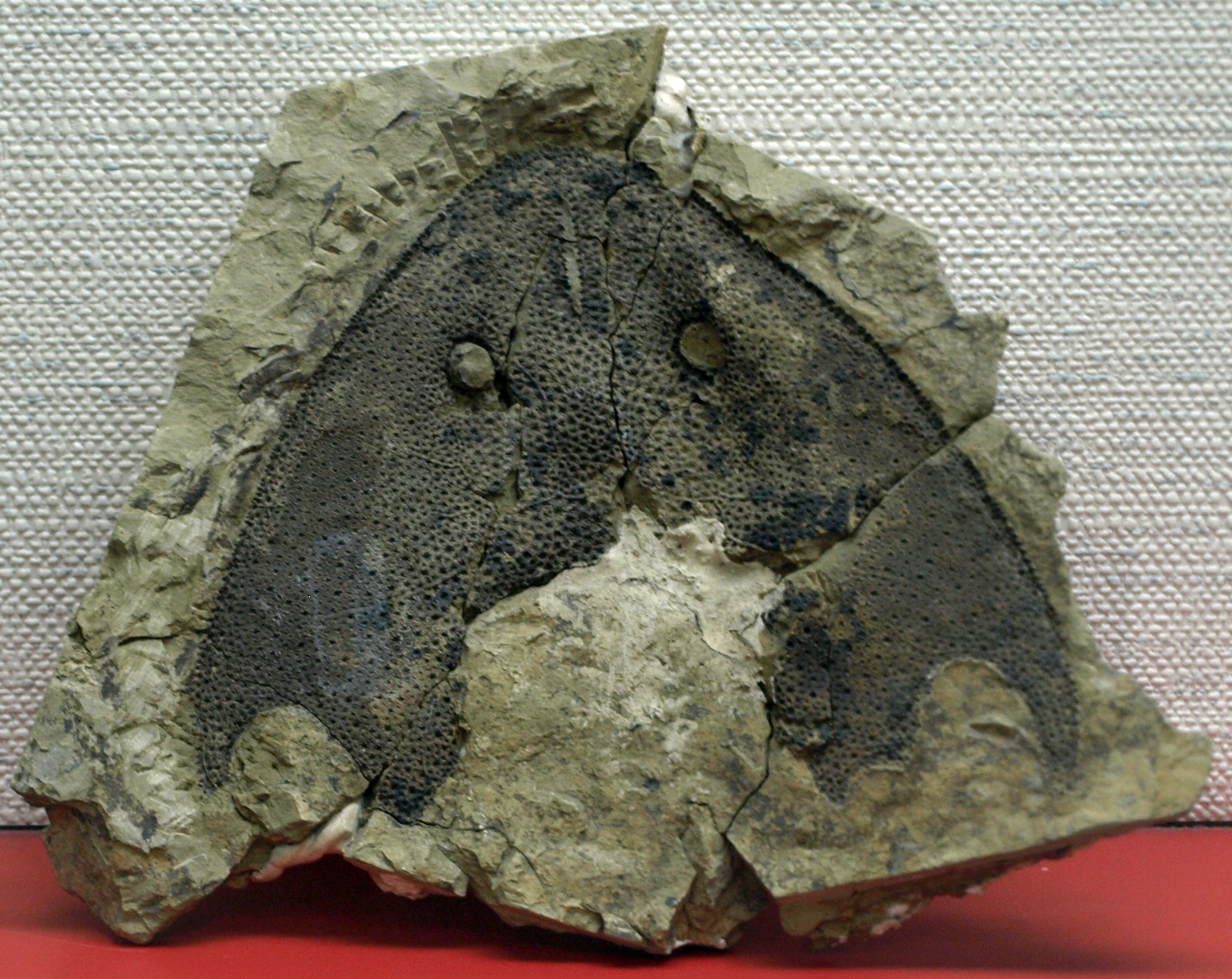
Dấu vết cá hàm mạn du (Nochelaspis maeandrine) tại bảo tàng Cổ động vật học Trung Quốc